# Hwanyeo
Hwanyeo (화녀), comercialitzada internacionalment com Woman of Fire és una pel·lícula de Corea del Sud de 1971 dirigida per Kim Ki-young. Aquesta va ser la segona pel·lícula de la trilogia Housemaid de Kim seguida de Hwanyeo '82. La pel·lícula és un remake del clàssic Hanyeo.

## Argument
La vida d'un compositor i la seva dona, que viuen en una granja de pollastres, es veuen convulses quan una femme fatale s'uneix a la seva llar.

## Alliberament
Woman of Fire es va tornar a projectar als cinemes de Corea del Sud l'1 de maig de 2021.

## Repartiment
- Namkoong Won - Dong-shik[2]
- Jeon Gye-hyeon - Jeong-suk
- Youn Yuh-jung - Myeong-ja
- Choi Moo-ryong - Detectiu
- Kim Ju-mi-hye
- O Yeong-a - Hye-ok
- Hwang Baek
- Chu Seok-yang - Ki-ja
- Lee Hoon
- Lee Ji-yeon

## Premis
- IV Setmana Internacional de Cinema Fantàstic i de Terror[4]
  - Menció especial a la millor actriu (Youn Yuh-jung)
- Blue Dragon Film Awards[5]
  - Millor Director (Kim Ki-young)